# Indaial
Indaial este un oraș în Santa Catarina (SC), Brazilia.